# ماثيو بيلي
ماثيو بيلي (بالإنجليزية: Matthew Baillie)‏‏ (27 أكتوبر 1761 - 23 سبتمبر 1823) هو طبيب وأخصائي علم الأمراض بريطاني الجنسية.

## أعماله
أصدر كتابًا في عام 1793 بعنوان "The Morbid Anatomy of Some of the Most Important Parts of the Human Body"، حيثُ يُعتبر أول دراسة جهازية لعلم الأمراض، وأول منشور منفصل عن علم الأمراض باللغة الإنجليزية. يُعزى إليه التحديد الأول لانقلاب وضع الأوعية الكبرى وانقلاب وضع الأحشاء.

## روابط خارجية
- ماثيو بيلي على موقع الموسوعة البريطانية (الإنجليزية)